# Callerebia scandina
Callerebia scandina är en fjärilsart som beskrevs av Hans Fruhstorfer 1916. Callerebia scandina ingår i släktet Callerebia och familjen praktfjärilar. Inga underarter finns listade i Catalogue of Life.